# Jean-Louis Stalport
Jean-Louis Stalport, né en 1950 et mort le 7 mai 1997 à Bruxelles est un homme politique belge. Il a été administrateur général de la RTBF de janvier 1994 à 1997.

## Biographie
Il est né à Ann Arbor, aux États-Unis, en 1950. Son père est médecin. Élevé dans une famille nombreuse et catholique à Huy, il vient habiter à Bruxelles en 1976. À la même date, il intègre la FGTB comme conseiller juridique après l'obtention d'une licence de droit à l'UCL, qu'il complétera ensuite par une licence de droit social de l'ULB.
Il fut également à la tête du cabinet du vice-Premier ministre Guy Coëme, cumulant cette fonction avec les mandats de conseiller régional bruxellois, député suppléant et vice-président de la Sabena. Des mandats qu'il abandonne lorsqu'il devient, en janvier 1994, administrateur général de la RTBF.
Rapatrié de Kinshasa, où une hémorragie cérébrale doublée d'un accident cardiaque le foudroie, Jean-Louis Stalport (47 ans) meurt à Bruxelles le 7 mai 1997.